# Ocampo, Hidalgo
Ocampo är en ort i Mexiko.   Den ligger i kommunen Atotonilco de Tula och delstaten Hidalgo, i den sydöstra delen av landet, 70 km norr om huvudstaden Mexico City. Ocampo ligger 2 176 meter över havet och antalet invånare är 1 145.
Terrängen runt Ocampo är varierad. Runt Ocampo är det ganska tätbefolkat, med 207 invånare per kvadratkilometer. Närmaste större samhälle är Colonia Santa Teresa, 18,2 km söder om Ocampo. Trakten runt Ocampo består i huvudsak av gräsmarker.